# Адабаш'ян Олександр Артемович
Адабаш'я́н Олекса́ндр Арте́мович (нар. 10 серпня 1945, Москва, РРФСР) — радянський і російський сценарист, художник, актор. Заслужений художник РРФСР (1983).

## Визнання та нагороди
- 1978 — Лауреат Державної премії Казахської РСР ім. К. Байсеїтової.
- 1983 — Заслужений художник РСФСР.
- 1990 — Приз Молодіжного журі МКФ «Європа Чінема» у Равенні за фільм рос. Мадо, до востребования[3].
- 1991 — Премія імені Флайяно «Срібний пегас» (Італія — за найкращий іноземний сценарій).
- 1993 — Премія імені Фелліні за найкращий європейський сценарій[4].
- 2006 — Приз VII Російського фестивалю кінокомедій «Посміхнись, Росія!» — За внесок у комедію[5].

## Фільмографія

### Режисер-постановник
- 1990 — Мадо, до запитання

### Сценарії до фільмів
- 1977 — Незакінчена п'єса для механічного піаніно
- 1977 — Транссибірський експрес
- 1978 — П'ять вечорів
- 1979 — Кілька днів з життя Обломова
- 1983 — Рецепт її молодості
- 1984 — Виграш самотнього комерсанта
- 1986 — Мій улюблений клоун
- 1987 — Очі чорні
- 1988 — Історія однієї більярдної команди
- 1989 — Самотній мисливець
- 1990 — Мадо, до запитання
- 1990 — Іспанська акторка для російського міністра
- 1991 — Агенти КДБ теж закохуються
- 2014 — Сонячний удар
- 2018 — Собібор
- та інші...

### Ролі в кіно
- 1974 — Свій серед чужих, чужий серед своїх
- 1975 — Раба любові (режисер німого кіно )
- 1978 — П'ять вечорів
- 1981 — Рідня
- 1982 — Польоти уві сні та наяву
- 1984 — Два гусари
- 1986 — Звинувачується весілля
- та інші...

## Громадянська позиція

### Ставлення до України і українців
У квітні 2013 під час телепрограми «Смак» Іван Ургант некоректно пожартував про український народ. Олександр Адабаш'ян підіграв Урганту. «Я порубав зелень, як червоний комісар мешканців українського села», — сказав Ургант. «Я просто струшую останки жителів», — відповів Адабаш'ян.
У березні 2014 року підписав листа на підтримку політики президента Росії Володимира Путіна щодо російської військової інтервенції в Україну.
Фігурант бази даних центру «Миротворець».